# Crymus
Crymus is een geslacht van kevers uit de familie van de kortschildkevers (Staphylinidae)..

## Soorten
- Crymus antarcticus Fauvel, 1904
- Crymus kronii Kiesenwetter, 1877